# Полосатые погоныши
Полосатые погоныши (лат. Rallina) — род птиц из семейства пастушковых. Его представители обитают в лесах и болотах Азии и Австралазии. Эти птицы имеют длину 18-34 см, в основном каштановые или коричневые, часто с чёрными и белыми отметинами.

## Классификация
В состав рода включают четыре вида:
- Rallina canningi — Андаманский полосатый погоныш
- Rallina eurizonoides — Аспидноногий полосатый погоныш
- Rallina fasciata — Красноногий полосатый погоныш
- Rallina tricolor Gray, 1858 — Трёхцветный полосатый погоныш

Еще один, с Никобарских островов, не был признан в качестве самостоятельного вида.
Четыре вида, ранее включавшиеся в состав данного рода, ныне относят к Rallicula (при этом некоторые специалисты все еще помещают их в Rallina).